# Entente Cordiale (Smyth)
Pour les articles homonymes, voir Entente cordiale (homonymie).
Entente Cordiale est un opéra de la compositrice britannique Ethel Smyth, composé en 1923-1924.

## Contexte et création
Ethel Smyth compose son opéra Entente Cordiale entre 1923 et 1924 à la fin de la Première Guerre mondiale, pour souligner l'alliance entre le Royaume-Uni et la France. L'œuvre serait basée sur des faits réels. C'est une « comédie d'après-guerre en un acte », dédiée à « ma propre branche, l'Armée »,. Elle est créée en 1926 à Bristol, par le Royal College of Music.